# دين دي لا روزا
دين دي لا روزا (بالإنجليزية: Dane De La Rosa)‏ هو لاعب كرة قاعدة أمريكي، ولد في 1 فبراير 1983 في توررانسي في الولايات المتحدة.

## وصلات خارجية
- دين دي لا روزا على موقع دوري كرة القاعدة الرئيسي (الإنجليزية)
- دين دي لا روزا على موقعبيزبول رفرنس.كوم (الدوري الرئيسي) (الإنجليزية)
- دين دي لا روزا على موقعبيزبول رفرنس.كوم (الدوري الثانوي) (الإنجليزية)
- دين دي لا روزا على موقع إي إس بي إن.كوم (أم.أل.بي) (الإنجليزية)
- دين دي لا روزا على موقع مشجعي الرسوم البيانية (الإنجليزية)